# Leonardo Borgese
Leonardo Borgese (* 20. Dezember 1904 in Neapel; † 17. Juni 1986 in Mailand) war ein italienischer Maler, Illustrator, Kunstkritiker und Schriftsteller. Seine Arbeit war Teil des Malwettbewerbs im Kunstwettbewerb der Olympischen Sommerspiele 1932.

## Biographie

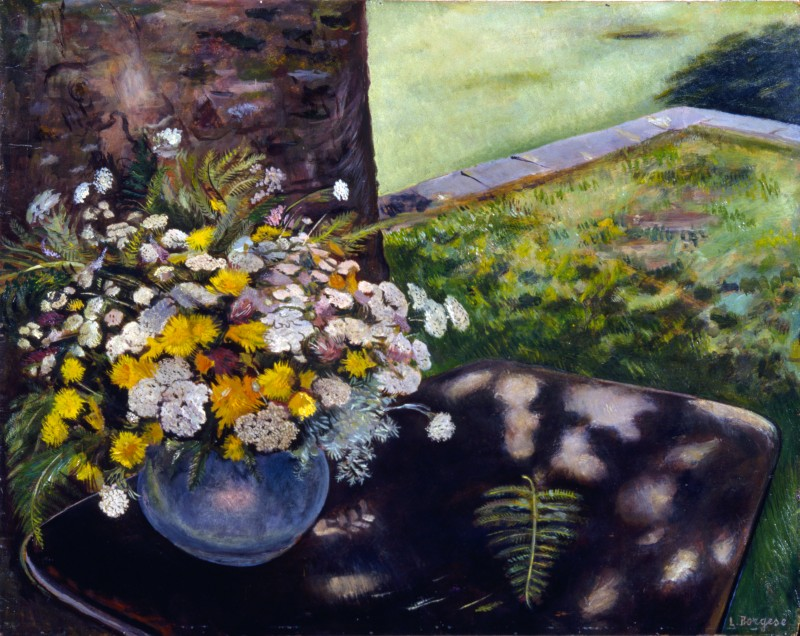
Vaso di fiori con sfondo campestre (1957), Stillleben von Leonardo Borgese

Leonardo Borgese wurde 1904 als Sohn des Schriftstellers und Dichters Giuseppe Antonio Borgese und dessen Ehefrau Maria Freschi geboren. Nach einer frühen Kindheit in seiner Geburtsstadt Neapel übersiedelte die Familie 1910 nach Rom, wo sein Vater als Professor für deutsche Literatur an die Universität La Sapienza berufen worden war.
In der Villa Borghese freundete er sich als Kind mit Giorgio Amendola an, dem späteren Schriftsteller, Widerstandskämpfer und Politiker. 1918 zog er nach Mailand, wo sein Vater deutsche Literatur und Ästhetik an der Università degli Studi di Milano unterrichtete. In Mailand besuchte er eine Zeit lang die Brera-Akademie, absolvierte dann ein Kunststudium in Paris, schloss jedoch auch sein Studium der Literatur mit Spezialisierung auf Archäologie an der Universität Mailand ab.
Borgese widmete sich jedoch der Kunst, stellte an verschiedenen Orten in Italien aus und gewann einige Preise. Er illustrierte die Canti von Giacomo Leopardi und die Novelle Der Mann ohne Schatten von Adelbert von Chamisso. Er schrieb Kunstkritiken u. a. für L’Europeo, in dem er das Pseudonym Polignoto verwendete, sowie für Le Arti Plastiche L’Ambrosiano und den Corriere della sera.
Als Maler schuf Borgese bevorzugt Landschaften, Stillleben, Interieurs und ausdrucksstarke, nicht gefällige Porträts. Er beschickte unter anderem die Biennale di Venezia (1934, 1936, 1940).

## Erzählungen
- Primo amore e altre storie d’amore. Garzani, Mailand, 1952.
- Il cigno e altre storie tragiche. Garzani, Mailand, 1942.